# Anthurium atroviride
Anthurium atroviride är en kallaväxtart som beskrevs av Luis Aloysius, Luigi Sodiro. Anthurium atroviride ingår i släktet Anthurium och familjen kallaväxter. Inga underarter finns listade.